# 马科拉普拉涅
贝朗特尔（法語：Mâcot-la-Plagne，法語發音：[mako la plaɲ]）是法国萨瓦省的一个旧市镇，属于阿尔贝维尔区。2016年，马科拉普拉涅与临近的3个市镇合并为新市镇拉普拉涅-塔朗泰斯，马科拉普拉涅为新市镇行政中心。

## 地理
马科拉普拉涅（45°33'13"N, 6°40'19"E）面积37.86 平方千米，位于法国奥弗涅-罗讷-阿尔卑斯大区萨瓦省，该省份为法国东部省份，历史上为薩伏依的一部分，北起上萨瓦省，西接伊泽尔省和安省，南部和东部与上阿尔卑斯省和意大利接壤。
与马科拉普拉涅接壤的市镇（或旧市镇、城区）包括：拉科特代姆、瓦勒藏、贝朗特尔、瓦努瓦斯地区尚帕尼、博泽勒、艾姆。

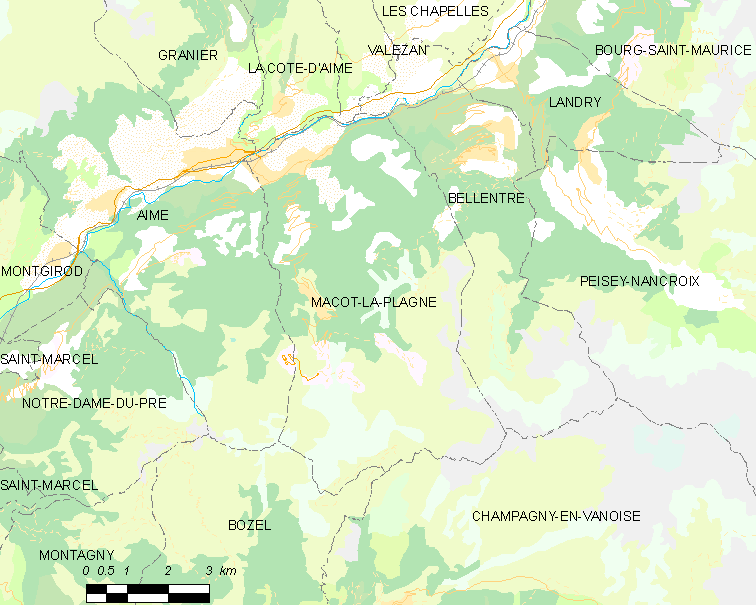
马科拉普拉涅的OSM定位图

马科拉普拉涅的时区为UTC+01:00、UTC+02:00（夏令时）。

## 行政
马科拉普拉涅的邮政编码为73210，INSEE市镇编码为73150。

## 政治
马科拉普拉涅所属的省级选区为圣莫里斯堡县。

## 人口

1962-2008年间马科拉普拉涅人口变化图示

马科拉普拉涅于2018年1月1日时的人口数量为1702人。